# Kondavalahalli, Gudibanda
Kondavalahalli là một làng thuộc tehsil Gudibanda, huyện Kolar, bang Karnataka, Ấn Độ.